# Resnik (cráter)

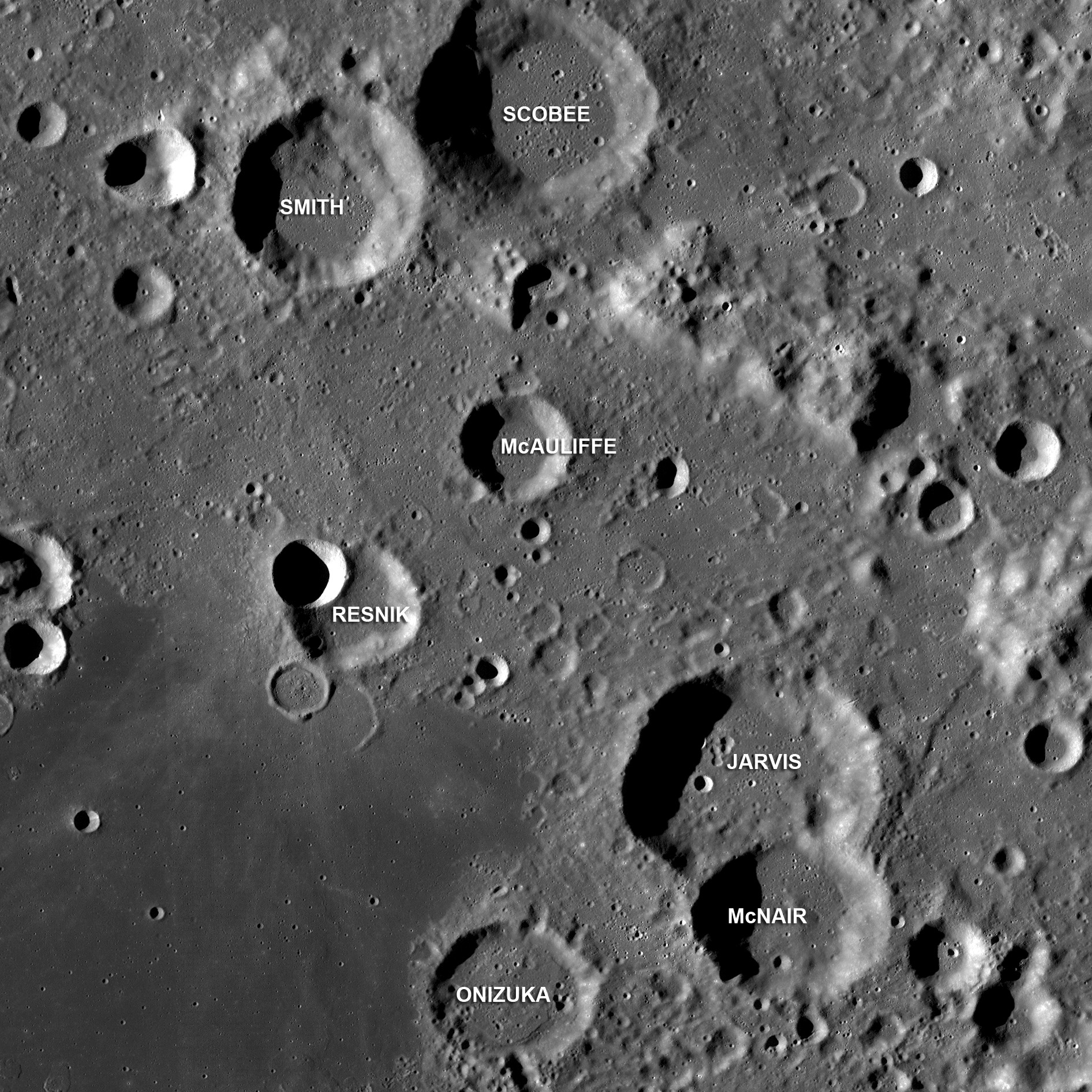
Fotografía de la misión Lunar Reconnaissance Orbiter

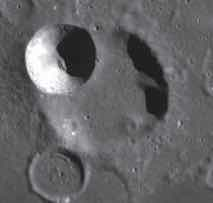
Imagen de la misión LRO

Resnik es un pequeño cráter de impacto que se encuentra dentro del interior de la enorme planicie amurallada del cráter Apolo, en la cara oculta de la Luna. Apolo es una formación de doble anillo con un suelo central que ha sido inundado por la lava basáltica. Resnik se encuentra en el extremo norte de la zona oscura de la superficie, al suroeste del cráter más pequeño McAuliffe.
|  |

Es un cráter circular con forma de cuenco. Sobre el borde noroeste presenta un cráter de impacto en forma de copa y con un albedo más alto que el de Resnik. Un pequeño cráter parcialmente sumergido por la lava está unido al exterior en el borde sur, coincidiendo con una porción del brocal del cráter también sumergida que se encuentra justo al este de este impacto.
El nombre del cráter fue aprobado por la UAI en 1988 en honor de Judith Resnik, muerta en el siniestro del transbordador espacial Challenger el 28 de enero de 1986. El cráter fue anteriormente designado Borman X, un cráter satelital de Borman.